# Natán (profeta)

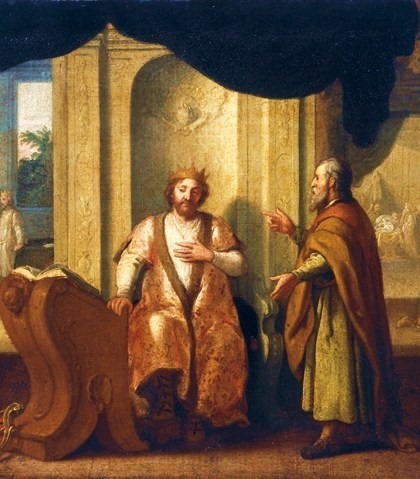
David y Natán, cuadro por Matthias Scheits.

Natán (hebreo: נתן הנביא; fl. c. 1000 a. C.) fue un profeta hebreo que, según el texto bíblico, vivió durante el reinado de David. Él pertenecía a la tribu de Judá.

## Biografía
Natán tuvo una cercanía directa con el rey David, ya que su autoridad era directamente otorgada por el Dios de Israel y estaba por sobre la de David.
Dios envió a Natán para que señalara a David la gravedad del pecado que había cometido contra Urías el hitita a causa de Bat-seba y la pena divina que se le imponía por ello. Natán lo hizo con tacto, pero de manera decidida. Se valió de una ilustración que hizo que David sin darse cuenta expresase sin prejuicios personales su propio juicio sobre esa acción. Natán le dijo a continuación: “¡Tú mismo eres el hombre!”, y dictó el juicio de Dios sobre David y su casa.
Bat-seba le dio a David un segundo hijo, llamado Salomón. Dios amó a ese hijo, por lo que envió a su profeta Natán, quien “por causa de Dios” llamó al niño Jedidías, que significa “Amado de Yah”. Cuando Adonías intentó apoderarse del trono al final de la vida de David, Natán tomó las medidas necesarias para que este lo supiera; luego tomó parte en ungir y entronizar a Salomón.
Al parecer Natán y Gad aconsejaron a David sobre el uso de los instrumentos musicales que se empleaban en el santuario, y debieron ser quienes registraron la información de los capítulos de conclusión del Primer Libro de Samuel y todo el Segundo Libro de Samuel. “Entre las palabras de Natán el profeta también se incluyeron “los asuntos de Salomón”.
Posiblemente Natán haya sido el padre de oficiales de la corte, Azarías y Zabud, quienes ocuparon puestos de gran responsabilidad durante el reinado de Salomón. Azarías fue un príncipe que supervisaba el trabajo de los diputados, mientras que Zabud, amigo y consejero del rey, era sacerdote.
| Predecesor: Gad | Profeta de Israel | Sucesor: Ahías |